# 艾琳達 (人物)
艾琳達（英語：Linda Gail Arrigo，1949年1月16日—）是出身美国的臺灣人權運動家，在臺灣白色恐怖時期從事民主運動，並與知名黨外抗爭人士施明德有過一段婚姻。美麗島事件後遭中華民國政府驱逐出境；臺灣解除戒嚴後回台繼續從事政治倡議工作，曾先後擔任民主進步黨發言人和台灣綠黨中執委、國際協調員，並獲得中華民國永久居留權。

## 生平
艾琳達生於美國，父母是Joseph Arrigo與Nellie Arrigo。1963年，14歲的愛琳達隨父親派往台灣，父親為美國陸軍後勤軍官，任職於美軍顧問團。
- 1966年自台北美國學校第一名畢業。
- 1968年，作為畢業生代表，回到了美國，就讀於加州大學聖地亞哥分校。1972年大學學士畢業。
- 1973年取得美國聖地牙哥加利福尼亞大學學士學位，後取得史丹福大學人類學碩士學位。
- 1975年艾琳達由福特基金會派至台灣調查女工生活狀況，同時加入在日本大阪成立的台灣人權回顧委員會，開始投入黨外運動。
- 1978年與施明德公證結婚，同時任黨外助選團英文祕書與《美麗島雜誌》國際公關祕書。

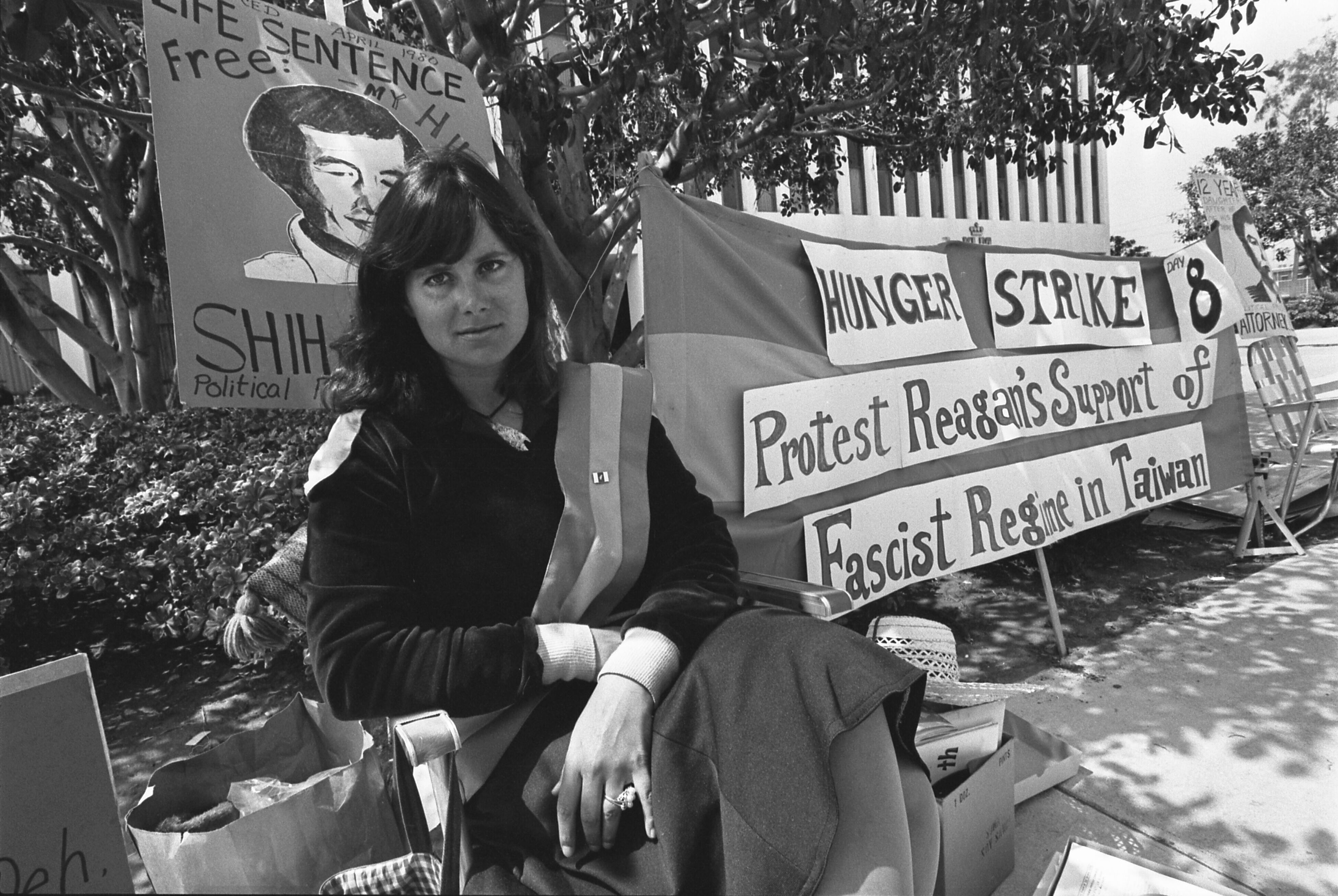
1980艾琳達為施明德在美國絕食抗議

- 1979年12月10日發生美麗島事件，事後遭蔣經國政府驅逐出境。
- 1995年與施明德離婚。
- 1996年取得紐約州立大學社會學博士學位。曾任中央研究院社會學研究所研究員；曾任台灣綠黨國際事務部主任[2]。
- 2006年6月，獲中華民國內政部「對具有特殊貢獻或高科技外國人申請永久居留案件審查委員會」同意，依據《內政部對具有特殊貢獻或高科技外國人申請永久居留案件審查委員會審查作業要點》第二點「對我國具有特殊貢獻」，發給外僑永久居留證。
- 2007年至2012年，任職台北醫學大學醫學人文研究所助理教授。
- 2007年12月8日，以《中國時報》對尼加拉瓜桑地諾民族解放陣線政權的報導為楔子，抨擊民主進步黨執政後「絲毫未改地接收而且堅決執行」中國國民黨的「極右外交」路線；同時認為，台灣爭取民主與獨立的真正的朋友是拉丁美洲普通人民，而不是「國民黨歷來習慣花大錢收買的美國與其附庸國的極右派政客」[3]。
- 2018年11月4日，為全球聲援維基解密創辦人朱利安·阿桑奇同步行動台北場發起者之一，呼籲蔡英文政府在這件事上就捍衛言論自由及新聞自由作表態[4]。

## 著作
- 《激盪！台灣反對運動總批判》，前衛出版社，1998年
- 《我的聲音借你：台灣人權訴求與國際聯絡網1960-1980》(A Borrowed Voice: Taiwan Human Rights through International Networks, 1960-1980)，與梅心怡合著，社團法人臺灣社會改造協會，2008年
- 《美麗的探險：艾琳達的一生》，艾琳達口述/林佳瑩著，遠景出版事業有限公司，2011年

## 爭議
撞死人逃逸的罪犯英商林克穎於2012年8月持假護照潛逃出境返英，引發社會嘩然，又在2013年2月1日透過當時在台灣念書的研究所老師艾琳達，跨海發聲明，稱「連替辯護自己的機會都被拒絕。」艾琳達說：「逃得好，別回來了！」這段發言引來網友和死者家屬撻伐，死者父親說：「妳有什麼資格跟我談人權，我們這些家屬都沒資格嗎，我們都白死的，她講那些話最好趕快離開台灣啦，和那些維護他的，幫助他出境的都一起離開啦，留在台灣真的很丟臉。」艾琳達本人則是回應，這是她的言論自由。
艾琳達說，她並非說林克穎無罪，而是認為判決林克穎的證據不足。英國愛丁堡地方法院判決內容她還不清楚，但台灣的法院都沒有拿出該有的相關證據。像是林克穎在事發當天走出卡拉OK店到返家途中，行經10餘個監視器，警方和法院卻始終無法提出相關監視器影帶證據佐證；若要判林克穎有罪，應該拿出證據才對。

## 外部連結
- 臺北醫學大學醫學人文研究所介紹艾琳達 （页面存档备份，存于）